# Baranof Island

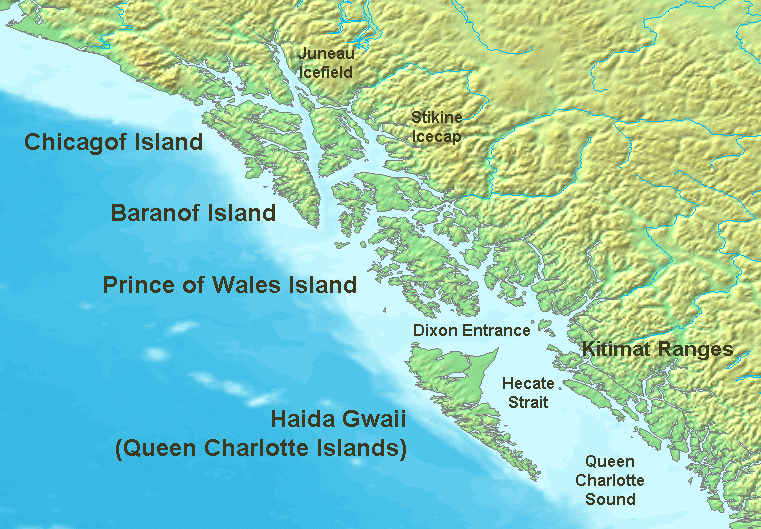
Baranof Island med omgivning

Baranof Island är en ö i Alexanderarkipelagen i Alaska Panhandle i den amerikanska delstaten Alaska. Den kallades  Sheet’-ká X'áat'l av den lokala tlingitklanen.
Ön har en landyta om 4 103,47 km², och är som mest 160 kilometer lång och 48 kilometer bred. Baranof Island är en av de bergigaste öarna i Alexanderarkipelagen, och är den åttonde största ön i Alaska, den tionde största i hela USA. Den har en befolkning på totalt 8 532 invånare enligt 2000 års folkräkning.
Nästan hela ön består av staden och boroughen Sitka (Sitka sträcker sig även norrut in i Chichagof Island), den enda delen som inte tillhör staden är 9,75 km² i öns sydöstligaste hörna, som tillhör Wrangell-Petersburg Census Area. I det området ligger staden Port Alexander, som enligt 2000 års folkräkning hade 81 invånare. Städerna Baranof Warm Springs, Port Armstrong och Port Walter ligger på öns östra del, och den övergivna byn Goddard innehåller några privata hem, varma källor, och två offentliga badhus. Det finns även på ön tre laxodlingar. Alla städer på ön, utöver Port Alexander, går under Sitkas jurisdiktion.
Fiske och turism är öns viktigaste industrier, och ön är också känd för brunbjörnen och sitkarenen.
Den första europeiska bosättningen etablerades på ön år 1799 av Alexandr Baranov, som var den första guvernören av det Rysk-amerikanska kompaniet. Det är efter honom både ön och arkipelagen där den ligger är döpt. Baranof Island var Ryska Amerikas aktivitetscentrum i Nordamerika under perioden mellan 1804 och 1867, och var högkvarter för pälshandeln.
Runt 1900 startades en mängd småskaliga gruvprojekt, och även valfångst bedrevs. De flesta fabriker och gruvor övergavs då andra världskriget startade.